# Veliki oman
Veliki oman (znanstveno ime Inula helenium) je zdravilna rastlina iz družine nebinovk.

## Opis
Veliki oman je do 2 metra visoka trajnica, ki ima eno ali več ravnih, debelih in rebrastih stebel, ki so spodaj mehko dlakava, proti vrhu pa imajo klobučevinast izgled. Korenika je gomoljasta in mesnata, doseže pa do 5 cm v dolžino. Iz nje poganjajo v zemljo do pol metra dolge korenine, ki so od zunaj rjave barve, na prelomu pa rumenkasto bele in imajo močan vonj. 
Listi so na steblo nameščeni premenjalno in so spodaj večji, proti vrhu pa vse manjši. Listi so nagubani in ovalne oblike, njihov rob pa je nazobčan. Na spodnji strani so poraščeni z žametastimi dlačicami. Spodnji listi so na steblo pritrjeni s peclji, zgornji pa rastejo neposredno iz stebla in ga polkrožno objemajo.
Tri do 8 cm široke rumene koške sestavljajo tanki obrobni jezičasti  in osrednji cevasti cvetovi. Košek objema polkrožen ovojek, ki ga sestavljajo prekrivajoči se krovni listki. Rastlina cveti od junija do avgusta. 

## Razširjenost in uporabnost
Veliki oman se zadržuje po rečnih bregovih med grmovjem. V Sloveniji je najbolj pogost v južni Dolenjski, južni Notranjski in južni Primorski. 

## Zdravilne lastnosti
V Franciji in Švici iz velikega omana izdelujejo absint, v tradicionalnem zdravilstvu pa ga uporabljajo za ustavljanje kašlja in zdravljenje vnetih dihal. Rahlo blaži tudi vnetja in krče prebavil ter pospešuje izločanje žolča.
Za uporabo v zdravilstvu rastline ne bi smele biti starejše od treh let. Poleg inulina (C6H12O6[C6H10O5]n) vsebuje korenina še  helenin (C15H20O2), stearopten, ki je topen v alkoholu. 

## Folklora
Vrstno ime rastline, helenium, je rastlina dobila po Heleni Trojanski. Veliki oman naj bi namreč zrasel tam, kjer je iz njenih oči na tla padla solza. Med kelti je rastlina veljala za sveto.